# Odette Ndoye
Pour les articles homonymes, voir Ndoye.
Odette Ndoye, née le 25 août 1992 à Sarcelles (Val-d'Oise), est une joueuse internationale française de volley-ball évoluant au poste de réceptionneuse-attaquante.

## Biographie

### Enfance et formation
Née à Sarcelles de parents sénégalais, elle est la benjamine d'une famille de quatre enfants où le sport tient une place prépondérante,,. Elle déclare sur son enfance : « Avant de me mettre au volley, j’ai dû essayer une dizaine de sports, dont le rugby qui me plaisait beaucoup mais pas à ma maman, la gym qui ne me plaisait vraiment pas, le tennis, mais je préférais les sports collectifs… Finalement, je m’y suis mise vers 10 ans parce que l’une de mes deux sœurs en faisait, j’ai assez vite accroché, j’ai beaucoup aimé le fait de me retrouver dans un collectif ». Elle commence sa formation au club d'Asnières dans les Hauts-de-Seine puis intègre le Pôle Espoir de Châtenay-Malabry, sans être toutefois conservée lors de sa seconde année. Elle rebondit ensuite au CSM Clamart où elle passe quatre saisons dont deux en Championnat Élite (deuxième division nationale), puis en vit une dernière, toujours en Élite, à Nancy, 

### Carrière en club

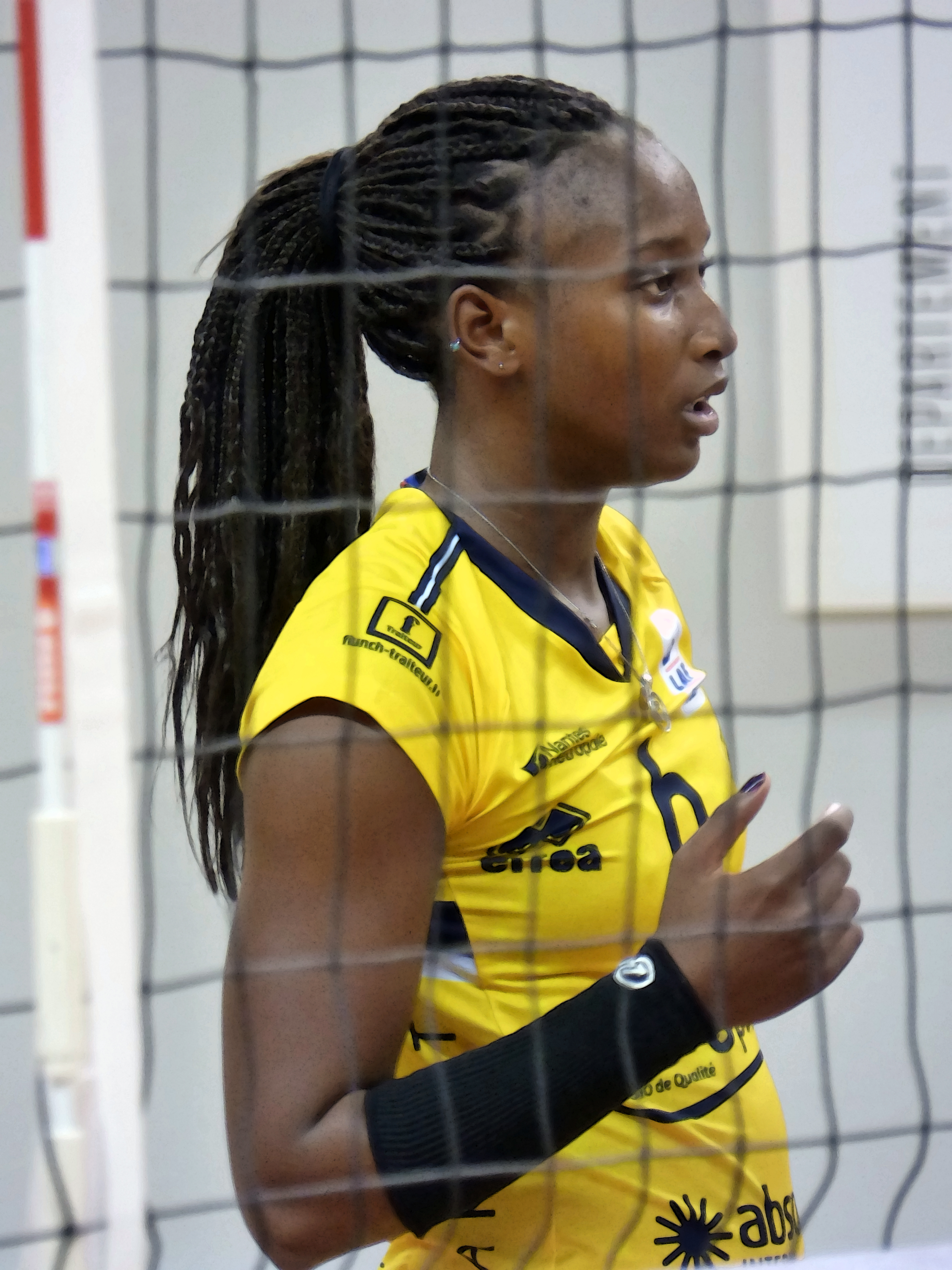
Sous les couleurs de Nantes lors de la saison 2018-2019.

Elle signe son premier contrat professionnel en 2013 avec Istres OPV, à l'âge de 21 ans. Elle déclare sur ses débuts : « Je me souviens très bien de mon premier match pro, c’était contre Cannes, j’avais les jambes, les dents et les bras qui tremblaient, mais j’ai réussi à me libérer, à jouer comme à l’entraînement, j’étais très contente ». Après trois ans en Provence, celle dont le modèle est l’Italienne Lucia Bosetti passe une saison au SF Paris St-Cloud avant de s’engager pour le VB Nantes, où elle s’épanouit sur le terrain durant trois saisons,,,, avec à la clef une demi-finale de Challenge Cup en 2018 et une finale de Ligue A et de Coupe de France en 2019. En avril 2020, elle décide de quitter Nantes et vise prioritairement un projet à l’étranger. 
Après six mois sans club, elle rejoint son ancien club du SF Paris St-Cloud en janvier 2021. Pour sa première titularisation en Ligue A, elle est désignée meilleure joueuse de la rencontre remportée face à Istres avec un total personnel de 13 points (42% en attaque, 1 ace).
Le 28 décembre 2023, elle est recrutée par son ancien club de Nantes en tant que joker médical, paliant le forfait sur blessure jusqu'à la fin de la saison de Léïa Ratahiry.

### En sélection nationale
Elle débute en équipe de France en 2017 sous les ordres de Félix André, lors du lancement du projet Génération 2024. Deux ans plus tard, elle fait partie de la liste des 14 joueuses appelées par le sélectionneur Émile Rousseaux pour l'Euro 2019 en Turquie où elle vit sa première expérience d'une grande compétition internationale. Les Françaises sont éliminées dès le premier tour.

## Clubs
- Istres OPV (2013–2016)
- SF Paris St-Cloud (2016–2017)
- VB Nantes (2017–2020)
- SF Paris St-Cloud (jan.2021–2022)
- Genève Volley (it) (oct.2022–jan.2023)
- HPK Naiset (jan.2023–2023)
- RC Cannes (2023)
- Neptunes de Nantes (2024)
- CV Emevé (déc.2024–)

## Palmarès
- Championnat de France :
  - Finaliste en 2019, 2024.

- Coupe de France (1) :
  - Vainqueur en 2024.
  - Finaliste en 2019.

## Autres activités
Odette Ndoye est également une joueuse de beach-volley, disputant des compétitions en duo avec Ophélie Lusson (2012) et Pauline Lassale (2013).

## Vie privée
Elle est la cousine du boxeur français Souleymane Cissokho, médaillé de bronze olympique à Rio de Janeiro en 2016 et de Alpha Cissokho qui participe à certaines rencontres de MMA.[réf. nécessaire]